# Diane Cilento
Diane Cilento (n. 2 aprilie 1932, Brisbane, Queensland, Australia – d. 6 octombrie 2011, Cairns, Queensland, Australia) a fost o actriță australiană de film.

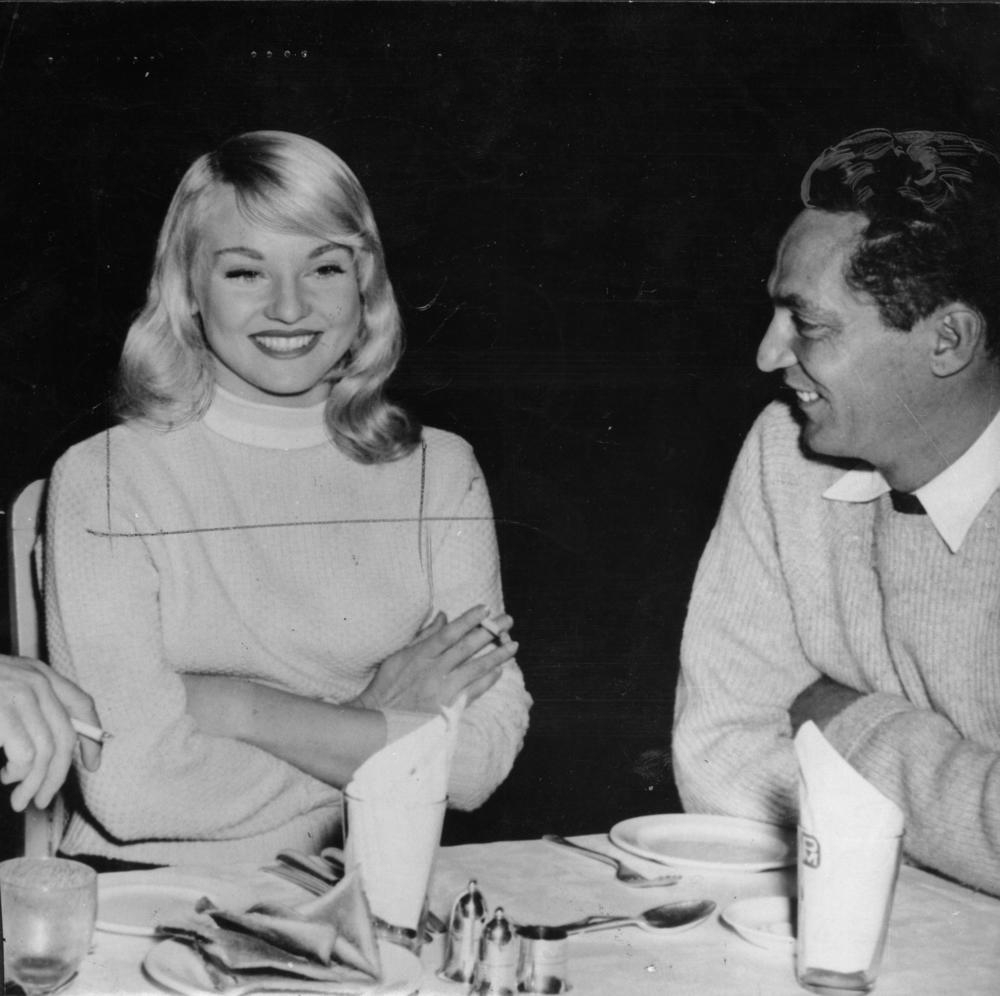
Diane Cilento lunching cu Peter Finch (1954)

## Filmografie
- 1951 Captain Horatio Hornblower – Maria Hornblower (voce, nemenționat)
- 1952 Wings of Danger – Jeannette
- 1952 Moulin Rouge, regia John Huston
- 1953 Meet Mr. Lucifer – Woman in street (nemenționat)
- 1954 The Angel Who Pawned Her Harp – Îngerul
- 1954 Passing Stranger – Jill
- 1955 Passage Home – Ruth Elton
- 1955 The Woman for Joe – Mary
- 1957 The Passionate Stranger – (nemenționat)
- 1957 The Admirable Crichton – Tweeny
- 1957 The Truth About Women – Ambrosine Viney
- 1959 Jet Storm – Angelica Como
- 1960 The Full Treatment – Denise Colby
- 1961 The Naked Edge – Mrs. Heath
- 1962 I Thank a Fool – Liane Dane
- 1963 Tom Jones, regia Tony Richardson
- 1964 The Third Secret – Anne Tanner
- 1964 Rattle of a Simple Man – Cyrenne
- 1965 Agonie și extaz (The Agony and the Ecstasy), regia Carol Reed
- 1967 Hombre, regia Martin Ritt
- 1968 Negatives – Reingard
- 1972 Z.P.G. – Edna Borden
- 1973 Hitler: The Last Ten Days – Hanna Reitsch
- 1973 Omul de răchită (The Wicker Man) – Miss Rose
- 1980 Big Toys
- 1982 Duet for Four – Margot Mason
- 1983 For the Term of His Natural Life – Lady Elinor Devine
- 1985 The Boy Who Had Everything – Mama

## Deces
Diane Cilento a murit de cancer la ficat la Cairns Base Hospital pe 6 octombrie 2011, a doua zi după aniversarea ei de 78 de ani. Ea a supraviețuit ambilor săi copii. O colecție de obiecte din averea sa a fost donată Universității de Tehnologie din Queensland și este găzduită în bibliotecă.

## Legături externe
- Diane Cilento la Internet Movie Database
- Diane Cilento's Karnak Playhouse Arhivat în 17 martie 2012, la Wayback Machine.
- "From Stardom to Sufism" – interview with Cilento by Rachael Kohn on ABC Radio National May 2006 (MP3/Podcast available)
- The Cilento Gift – a collection of books, memorabilia, posters, furniture and original scripts from Diane Cilento's estate